# Nachi
O Nachi é um worm que explora uma falha do Microsoft Windows. Uma vez em execução o worm deleta alguns worms anteriores como o blaster e similares. Além disto ele instala um patch para prevenir outros ataques que explorem a mesma falha.